# Vladimir Ghika
Vladimir Ghika (25. prosince 1873, Konstantinopol – 16. května 1954, Jilava) byl rumunský diplomat, esejista a římskokatolický kněz, potomek šlechtické rodiny Ghica. Katolická církev jej uctívá jako blahoslaveného mučedníka.

## Život

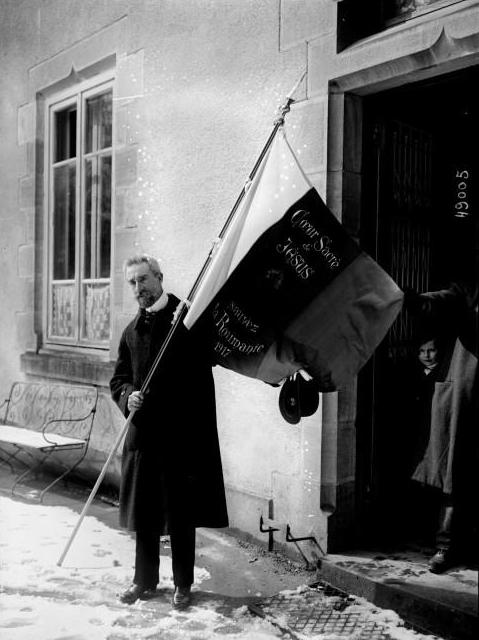
Bl. Vladimir Ghika v Paray-le-Monial (1917)

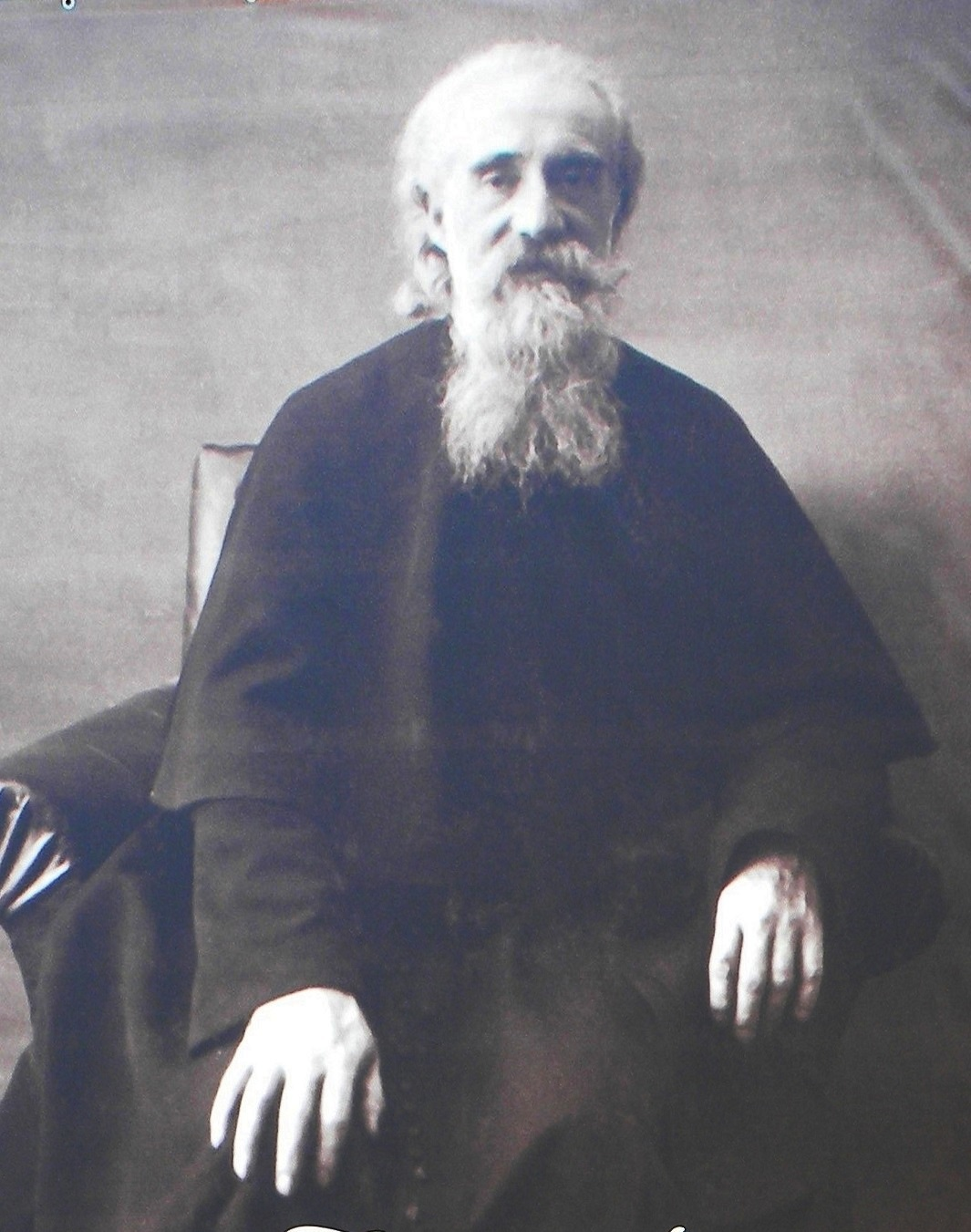
Fotografie

Narodil se o Vánocích dne 25. prosince 1873 v Konstantinopoli (dnešní Istanbul). Jeho otcem byl Ioan Grigore Ghica (diplomat a politik) a matkou Alexandrina Moret de Blaremberg. Měl pět sourozenců (čtyři bratry a jednu sestru): Grigora, Alexandra, Gheorgha, Ellu (poslední dva zemřeli v mladém věku), a Dimitrie I. (pozdějšího velvyslance a ministra zahraničních věcí). Jeho děd byl hospodar Moldávie Grigore Alexandru Ghica (vládl v letech 1849–1856).
Jeho rodina patřila k rumunské pravoslavné církvi, ve které byl také v mládí vychován a pokřtěn. Roku 1878 se jeho rodina přestěhovala do Toulouse ve Francii, kde později získal vzdělání. S rodinou tam navštěvoval protestantskou komunitu, jelikož pravoslavná denominace zde nebyla zastoupena. Roku 1895 získal v Paříži titul z práv. Kromě práva také navštěvoval kurzy medicíny, botaniky, umění, literatury, filozofie a historie. Poté pokračoval studiem v Rumunsku.

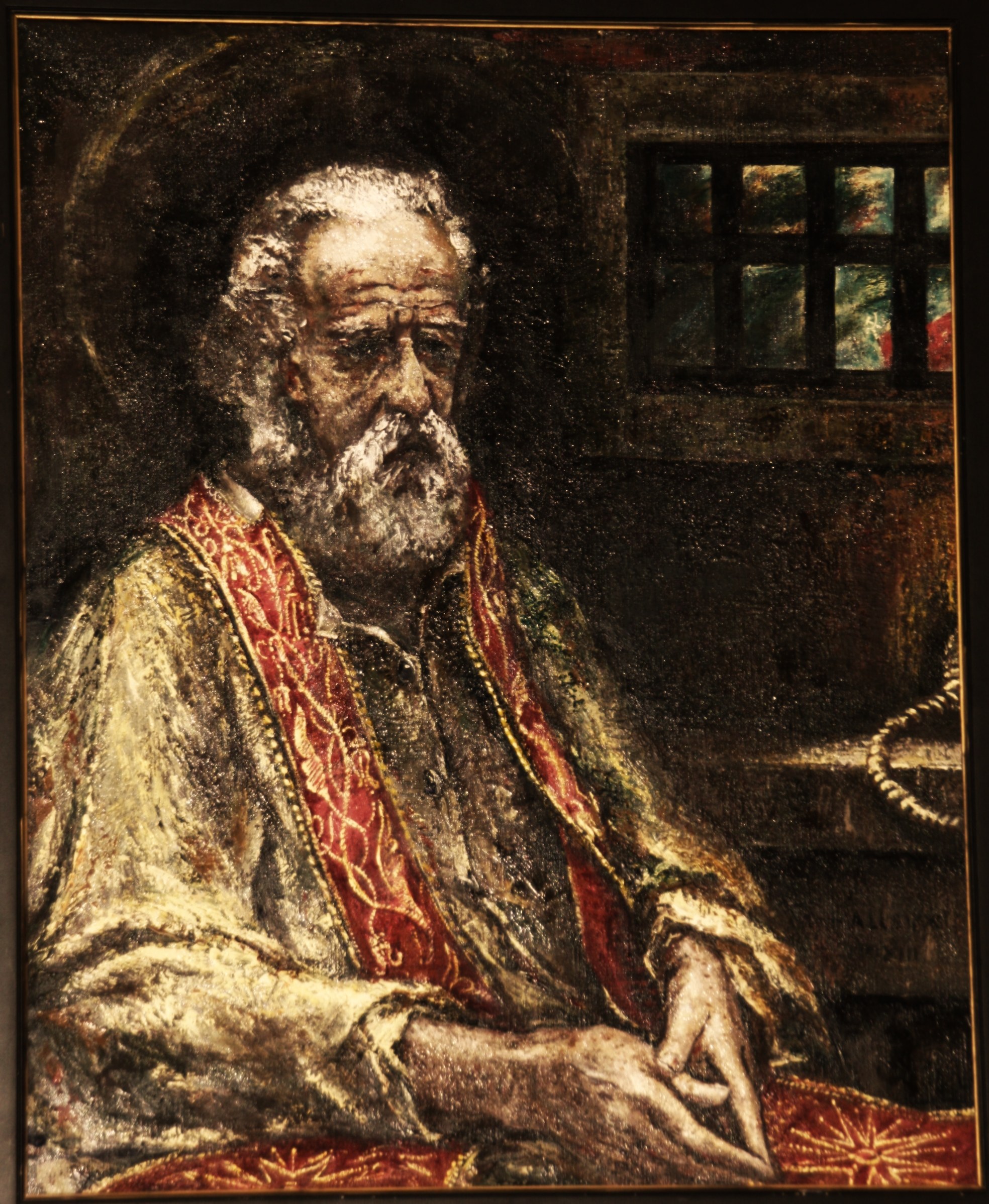
Portrét

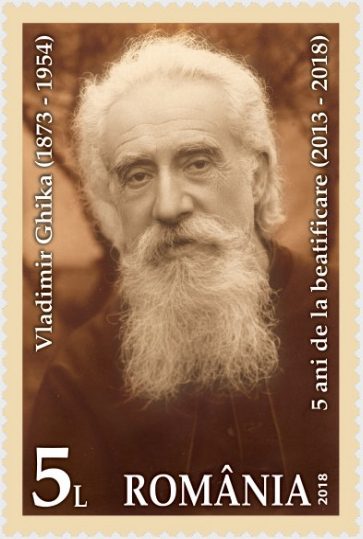
Rumunská poštovní známka s jeho podobiznou z roku 2018

Roku 1898 začal studovat filosofii a teologii na dnešní Papežské univerzitě svatého Tomáše Akvinského Římě. Roku 1902 definitivně konvertoval na katolickou víru. Roku 1905 získal na této univerzitě licenciát z filozofie a doktorát z teologie. Chtěl se stát knězem nebo mnichem, avšak nakonec se rozhodl působit v církvi prozatím jako laik.

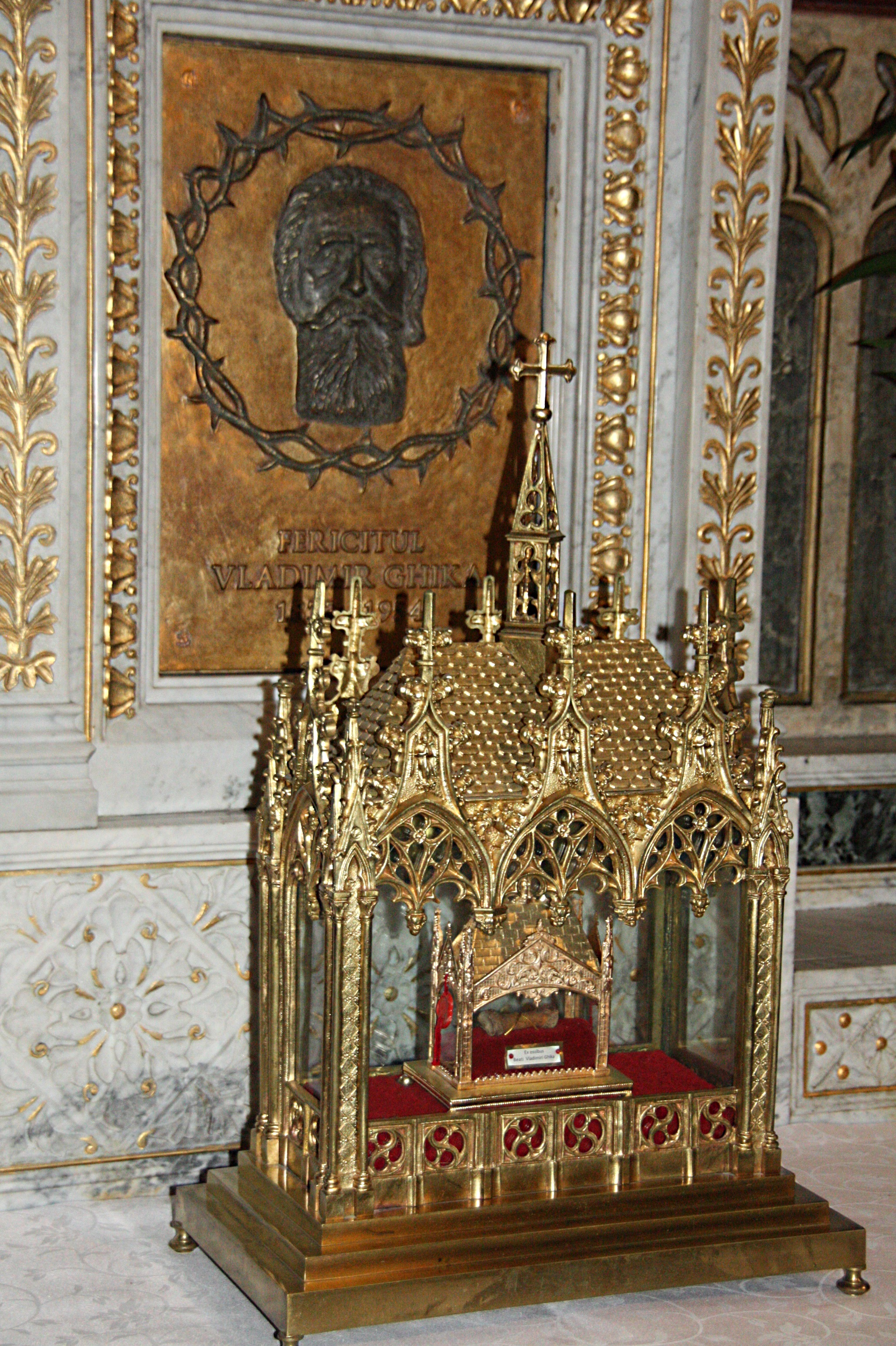
Relikviář s jeho relikvií v katedrále sv. Josefa v Bukurešti

Po návratu do Rumunska se věnoval charitativní činnosti, kdy otevřel první bezplatnou kliniku v Bukurešti a položil základy většího sanatoria a nemocnice, pojmenované podle sv. Vincence z Pauly. Stal se tak průkopníkem katolické charitativní činnosti v Rumunsku. Ve městě Zimnicea pomáhal s péčí o raněné a nemocné cholerou během balkánské války roku 1913 a také během první světové války.
Dne 7. října 1923 byl v Paříži pařížským arcibiskupem a kardinálem Louisem-Ernestem Duboisem vysvěcen na kněze pro západní ritus. Od Svatého stolce obdržel krátce po svém vysvěcení pověření sloužit také byzantskou liturgii, čímž se stal tzv. biritualistou.
Dne 13. května 1931 jej papež Pius XI. jmenoval apoštolským protonotářem. S tímto titulem působil v mnoha městech, jako např. v Bukurešti, Římě, Paříži, Kongu, Tokiu, Sydney, nebo Buenos Aires. Papež Pius XI. jej později z žertu nazval „apoštolským tulákem“.
Dne 3. srpna 1939 se vrátil do Rumunska, kde ho zastihla druhá světová válka. Odmítl tehdy Rumunsko opustit, aby zde mohl působit chudými a nemocnými. Po čase se za stejným účelem přestěhoval do Bukurešti. Opustit Rumunsko odmítl také po nástupu komunistů k moci.
Dne 18. listopadu 1952 kvůli svému odmítavému přístupu k rumunské pravoslavné církvi ovládnuté státní mocí zatčen, obviněn z velezrady a uvězněn ve věznici Jilava ve stejnojmenné obci, kde na následky mučení dne 16. května 1954 zemřel.

## Úcta
Jeho beatifikační proces započal dne 18. února 1992, čímž obdržel titul služebník Boží. Dne 27. března 2013 podepsal papež František dekret o jeho mučednictví.
Blahořečen pak byl dne 31. srpna 2013 v aréně Romeexpo v Bukurešti. Obřadu předsedal jménem papeže Františka kardinál Angelo Amato.
Jeho památka je připomínána 16. května. Bývá zobrazován v kněžském oděvu.